# 敖彤臣
敖彤臣（1798年6月15日—？年），字珥卿，又字丹崖，號鏡海，行一，四川重慶府榮昌縣人，道光五年乙酉選拔，道光十九年己亥科舉人，道光二十五年乙巳恩科會試中式，因覆試不列等，被罰停殿試二科，道光三十年庚戌科殿試成進士，嵊縣知縣、咸豐元年任德清縣知縣，咸豐五年任仁和縣知縣，浙江海防同知，署溫州府知府，欽加道銜。